# Prix Leontief pour l'avancement des limites de la pensée économique
Le prix Leontief pour l'avancement des limites de la pensée économique est un prix qui vise à reconnaître les contributions exceptionnelles à la théorie économique, qui traitent de la réalité contemporaine et le soutien juste et durable des sociétés.
Le prix est attribué par le Global Development And Environment Institute en mémoire de Wassily Leontief.

## Lauréats
- 2000 : Amartya Sen et John Kenneth Galbraith
- 2001 : Herman E. Daly et Paul P. Streeten
- 2002 : Alice Amsden et Dani Rodrik
- 2004 : Robert Frank et Nancy Folbre
- 2005 :  et Richard R. Nelson
- 2006 : Juliet Schor et Samuel Bowles
- 2007 : Stephen DeCanio et Jomo Kwame Sundaram
- 2008 : José Antonio Ocampo et Robert Wade (économiste)
- 2010 : Bina Agarwal  et Daniel Kahneman
- 2011 : Nicholas Stern et Martin Weitzman
- 2012 : Michael Lipton et C. Peter Timmer
- 2013 : Albert O. Hirschman et Frances Stewart
- 2014 : Angus Deaton et James K. Galbraith
- 2015 : Duncan Foley et Lance Taylor
- 2016 : Amit Bhaduri et Diane Elson
- 2017 : James Boyce et Joan Martinez:Alier
- 2018 : Mariana Mazzucato et Branko Milanovic